# PanDownload
PanDownload，于2017年2月19日上线，是一款在百度网盘的基础下提供的第三方百度网盘下载的软件。PanDownload可以在Windows和Android系统上使用，另有Web版，但仅提供通过多线程下载百度网盘文件，及百度网盘分享文件功能。用户可通过该软件以非会员权限突破百度公司对非会员和低级会员用户的恶意限速，而实现百度网盘文件的正常下载。
2020年4月15日，根据“扬州网警巡查执法”官方微博通报，PanDownloadPC端的作者蔡某萌因涉嫌提供侵入、非法控制计算机信息系统的程序、工具罪被逮捕。警方表示此一軟件的使用者有數萬人。

## 功能和优势

### 提速下載
PanDownload能在獲取到百度网盘的下載鏈接之後，透過Aria2來實現最多64线程的多线程下载。自版本v1.4.3起支持自定义Aria2配置。
Beta版本和“加速口令”功能还会通过从PanDownload服务器端的未被限速账号获取下载链接从而避免被百度限速。

### 多账号管理
PanDownload容許多個網盤帳號同時登入，并可以通过顶部选项卡快速切换不同账号，而不用以官方的切換帳號功能切換多個帳號。

### 批量下载
自版本v2.0.1起，PanDownload支持把網盤內多個文件壓縮成一個壓縮包，并提取直链進行下載。

### 在線解壓
自版本v1.4.7起，PanDownload支持原本僅限開通網盤超级會員後才能使用的在線解壓功能，但僅限500M以內的zip或rar格式压缩包。

### 批量文件重命名
自版本v2.0.1起，PanDownload能對百度網盤上的多個文件以批量的形式重命名，並支持眾多重命名規則，包括关键字替换、添加前后缀、大小写转换等。

### 远程下载
自版本v2.0.9起，只要適當設置一台已开启Aria2 RPC服务的远程主机，即可透過遠端主机上的Aira2客戶端下载百度網盤上的文件。

## 作者被捕
2020年4月15日，根据“扬州网警巡查执法”官方微博通报，PanDownload的作者因涉嫌提供侵入、非法控制计算机信息系统的程序、工具罪被逮捕，但后来此条微博被删除。
警方称，2020年2月，受害人刘某报案称其下载的“Pandownload”软件会在未授权的情况下，将自己百度网盘的数据共享，导致隐私照片和文件泄露。4月初，警方掌握充分证据后，将犯罪嫌疑人抓获，并当场查获电脑、手机等作案工具。
PanDownload的Windows版软件在启动时会报错“http请求错误 0x1c”或“http请求错误 0x38”，Android版软件启动时也会报错“本软件已停用”。4月19日，PanDownload官网已恢复访问，但Web版仍未恢复访问。4月21日，Windows版可正常使用。

## 后续修复
自作者被捕后，Pandownload官网便不再维护，且软件无法正常使用。而后互联网上出现了通过hook等技术对其进行修复的无言版Pandownload、伪Pandownload、Pandownload网页版等修复版本，在中国大陆引发众多讨论。